# کوتونتوون (تنسی)
کوتونتوون(به انگلیسی: Cottontown) شهری در ایالت تنسی کشور ایالات متحده آمریکا است که جمعیت آن در سرشماری سال ۲۰۱۰ میلادی، ۳۶۷ نفر بوده‌است.